# 彼得罗夫卡 (佩列瓦利斯克区)
48°32′1″N 38°49′0″E / 48.53361°N 38.81667°E
彼得里夫卡（烏克蘭語：Петрівка），或按俄语译作彼得罗夫卡（俄语：Петровка），法理上由烏克蘭盧甘斯克州阿尔切夫斯克区的阿爾切夫斯克市鎮負責管轄，实际上由卢甘斯克人民共和国佩列瓦利斯克区负责管辖。該村始建於1715年，面積3.37平方公里，海拔高度99米，2001年人口411，人口密度每平方公里121.9人。